# Goshiki

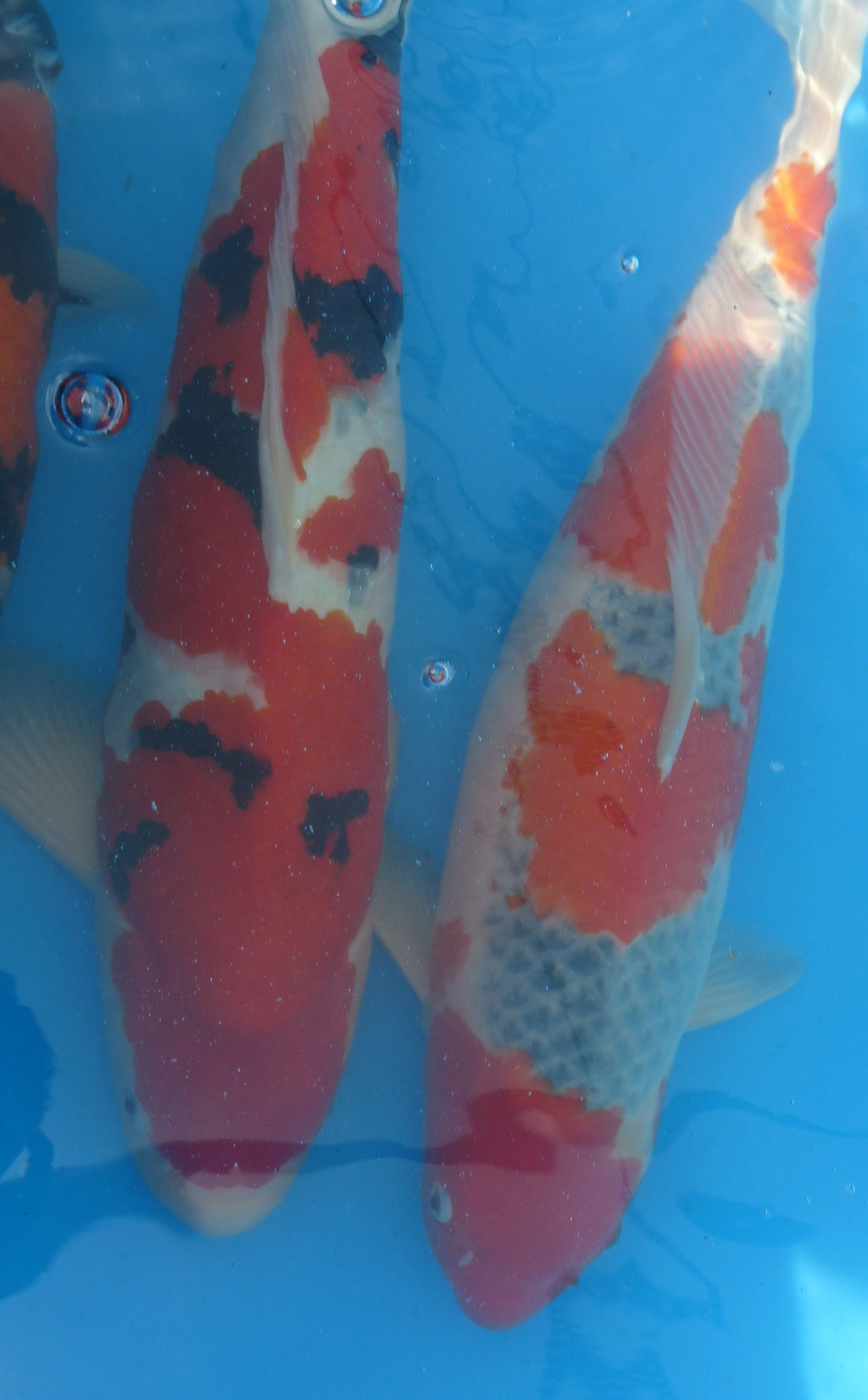
Sanke - Goshiki.

Een Goshiki is een vijfkleurige koi.
Het is een gekleurde sierkarper voor in vijvers met wit, rood, zwart, blauw en paars. Alle vijf de kleuren zijn niet zonder meer gemakkelijk te onderscheiden op een enkel exemplaar.
De Goshiki wordt vaak samen in een adem genoemd met de Koromo. 
Het verschil is echter, dat het mooie patroon niet alleen over het rood ligt, maar ook over het wit. Als de aftekening blauw of paars is, ontstaan er weer andere kleurschakeringen.
Door deze variaties in kleur wordt de Goshiki meer en meer gewaardeerd.
De vlekken moeten wel duidelijk zichtbaar zijn en niet versmeerd zijn.